# Fußball-Landesliga Schleswig-Holstein 1976/77
Die Landesliga Schleswig-Holstein wurde zur Saison 1976/77 das 30. Mal ausgetragen und bildete den Unterbau der drittklassigen Oberliga Nord. Die beiden erstplatzierten Mannschaften durften an der Aufstiegsrunde zur Oberliga Nord teilnehmen. Die Mannschaften auf den beiden letzten Plätzen mussten in die Verbandsliga absteigen.

## Vereine
Im Vergleich zur Saison 1975/76 veränderte sich die Zusammensetzung der Liga folgendermaßen: Keine Mannschaft war in die Oberliga Nord auf-, während auch keine Mannschaft aus Schleswig-Holstein aus der Oberliga Nord abgestiegen war. Die beiden Absteiger hatten die Landesliga verlassen und wurden durch die beiden Aufsteiger Schleswig 06 (Wiederaufstieg nach einer Saison) und VfL Bad Schwartau (Wiederaufstieg nach 15 Jahren) ersetzt.
| Verein              | Stadt               | Kreis                 | Qualifikation                        |
| ------------------- | ------------------- | --------------------- | ------------------------------------ |
| VfR Neumünster      | Neumünster          |                       | Meister 1975/76                      |
| Rendsburger TSV     | Rendsburg           | Rendsburg-Eckernförde | 2. Platz 1975/76                     |
| VfB Lübeck          | Lübeck              |                       | 3. Platz 1975/76                     |
| 1. FC Phönix Lübeck | Lübeck              |                       | 4. Platz 1975/76                     |
| Flensburg 08        | Flensburg           |                       | 5. Platz 1975/76                     |
| SC Comet Kiel       | Kiel                |                       | 6. Platz 1975/76                     |
| Büdelsdorfer TSV    | Büdelsdorf          | Rendsburg-Eckernförde | 7. Platz 1975/76                     |
| NTSV Strand 08      | Timmendorfer Strand | Ostholstein           | 8. Platz 1975/76                     |
| Heider SV           | Heide               | Dithmarschen          | 9. Platz 1975/76                     |
| Eutin 08            | Eutin               | Ostholstein           | 10. Platz 1975/76                    |
| TSV Westerland      | Westerland          | Nordfriesland         | 11. Platz 1975/76                    |
| FC Union Neumünster | Neumünster          |                       | 12. Platz 1975/76                    |
| Holsatia Kiel       | Kiel                |                       | 13. Platz 1975/76                    |
| Olympia Neumünster  | Neumünster          |                       | 14. Platz 1975/76                    |
| Schleswig 06        | Schleswig           | Schleswig-Flensburg   | Aufsteiger aus der Verbandsliga Nord |
| VfL Bad Schwartau   | Bad Schwartau       | Ostholstein           | Aufsteiger aus der Verbandsliga Süd  |

## Saisonverlauf
Die Meisterschaft und Teilnahme an der Aufstiegsrunde sicherte sich der VfB Lübeck. Als Zweitplatzierter durfte Flensburg 08 ebenfalls teilnehmen. Lübeck gewann seine Gruppe und stieg auf, während sich Flensburg dem VfL Pinneberg geschlagen geben musste. Holsatia Kiel musste die Landesliga nach zwei Jahren wieder verlassen, Olympia Neumünster nach vier Jahren.

### Tabelle
| Pl. | Verein                | Sp. | S  | U  | N  | Tore    | Diff. | Punkte |
| --- | --------------------- | --- | -- | -- | -- | ------- | ----- | ------ |
| 1.  | VfB Lübeck            | 30  | 20 | 6  | 4  | 059:270 | +32   | 46:14  |
| 2.  | Flensburg 08          | 30  | 18 | 5  | 7  | 077:320 | +45   | 41:19  |
| 3.  | 1. FC Phönix Lübeck   | 30  | 19 | 3  | 8  | 068:390 | +29   | 41:19  |
| 4.  | VfR Neumünster (M)    | 30  | 17 | 7  | 6  | 058:380 | +20   | 41:19  |
| 5.  | Schleswig 06 (N)      | 30  | 14 | 7  | 9  | 048:360 | +12   | 35:25  |
| 6.  | NTSV Strand 08        | 30  | 14 | 5  | 11 | 048:290 | +19   | 33:27  |
| 7.  | FC Union Neumünster   | 30  | 14 | 4  | 12 | 048:430 | +5    | 32:28  |
| 8.  | Eutin 08              | 30  | 10 | 9  | 11 | 040:470 | −7    | 29:31  |
| 9.  | Rendsburger TSV       | 30  | 7  | 12 | 11 | 055:590 | −4    | 26:34  |
| 10. | Büdelsdorfer TSV      | 30  | 9  | 8  | 13 | 038:480 | −10   | 26:34  |
| 11. | SC Comet Kiel         | 30  | 10 | 6  | 14 | 043:590 | −16   | 26:34  |
| 12. | Heider SV             | 30  | 8  | 9  | 13 | 046:470 | −1    | 25:35  |
| 13. | VfL Bad Schwartau (N) | 30  | 11 | 3  | 16 | 038:540 | −16   | 25:35  |
| 14. | TSV Westerland        | 30  | 8  | 6  | 16 | 037:580 | −21   | 22:38  |
| 15. | Holsatia Kiel         | 30  | 5  | 7  | 18 | 036:810 | −45   | 17:43  |
| 16. | Olympia Neumünster    | 30  | 5  | 5  | 20 | 039:810 | −42   | 15:45  |

| (M) | Staffelsieger der Landesliga Schleswig-Holstein 1975/76    |
| (A) | Absteiger aus der Oberliga Nord 1975/76                    |
| (N) | Aufsteiger aus der Verbandsliga Schleswig-Holstein 1975/76 |